# Нечујан вапај за смислом (књига)
Нечујан вапај за смислом: психотерапија и хуманизам (енгл. The unheard cry for meaning) је стручна књига из логотерапије аустријског неуролога и психијатра Виктора Емила Франкла (енгл. Viktor E. Frankl) (1905—1997) објављена 1978. године.Хрватско издање књиге објављено је 1981. године у преводу Рахеле Бергхофер. На српском језику књига је први пут објављена 2000. године према преводу Рахеле Бергхофер, а српском језику прилагодила Тања Станојевић.

## О аутору
Виктор Е. Франкл рођен 1905. године је био професор неурологије и психијатрије. Током Другог светског рата боравио је у неким од најокрутнијих концентрационих логора и након тога посветио се развијању егзистенцијалистичког правца у третирању најосетљивијих питања људског постојања – логотерапије. Франкл је био професор на универзитетима у Бечу и у Сједињеним Америчким Државама, као и начелник Бечке неуролошке клинике и председник Аустријског друштва психијатара.
Најпознатије књиге Виктора Франкла преведене на српски језик: Нечујан вапај за смислом, Бог Подсвести, Психотерапија и егзистенцијализам, Како пронаћи смисао живота и Човекова потрага за смислом.
Франкл је умро 1997. године.

## О делу
Књига Нечујан вапај за смислом је састављена од осам есеја у којима Франкл говори о основним начелима логотерапије. 
У есејима који су написани између 1947. и 1977. године, Франкл подвлачи велики значај људске димензије у психотерапији. Док пише о широком спектру тема – сексу, моралности, модерној књижевности, спорту и филозофији – подиже глас против псеудохуманизма који је све присутнији у популарној психологији и психоанализи. Овим текстовима Франк слави јединствени потенцијал сваког појединца.
Аутор коментарише друштво у другој половини двадесетог века које задовољава сваку потребу сем потребе за смислом. Тврди да се осећање бесмислености и празнине протеже на све друштвене системе, али највише се ипак осврће на америчко друштво седамдесетих коме прети губитак смисла и осећање бескорисности. Сматра да је узрок томе све више слободног времена и беспосленост које је настало као резултат техничког развоја и материјалног благостања. Истиче значај вере коју треба имати у човекову хуманост, и уводи појам висинска психологија. Само веровање у више људске тежње може помоћи да се оне покрену и развију.